# Старокутлумбетьево
Старокутлумбетьево — село в Матвеевском районе Оренбургской области России. Административный центр и единственный населённый пункт Старокутлумбетьевского сельсовета.

## География
Село находится в северо-западной части Оренбургской области, в пределах юго-западной оконечности Бугульминско-Белебеевской возвышенности, на берегах реки Садак, вблизи места впадения в неё реки Аксу, на расстоянии примерно 18 км (по прямой) к юго-востоку от села Матвеевка, административного центра района. Абсолютная высота — 178 м над уровнем моря.
Климат
Климат характеризуется как континентальный с морозной зимой и жарким летом. Среднегодовая температура составляет 2,3 — 2,9 °C. Средняя температура воздуха самого тёплого месяца (июля) — 19,4 — 20,2 °C (абсолютный максимум — 40 °C); самого холодного (января) — −15,3 — −14,7 °C (абсолютный минимум — −45 °C). Среднегодовое количество атмосферных осадков составляет 420—464 мм.
Часовой пояс
Село Старокутлумбетьево, как и вся Оренбургская область, находится в часовой зоне МСК+2. Смещение применяемого времени относительно UTC составляет +5:00.

## Население
| 2010 | 2012 | 2013 | 2014 | 2015 | 2016 | 2017 |
| ---- | ---- | ---- | ---- | ---- | ---- | ---- |
| 618  | ↘595 | ↘582 | ↘562 | ↘548 | ↗552 | ↘537 |
| 2018 | 2019 | 2020 | 2021 |      |      |      |
| ↘536 | ↘534 | ↘510 | ↘489 |      |      |      |

Гендерный состав
По данным Всероссийской переписи населения 2010 года, в гендерной структуре населения мужчины составляли 46,4 %, женщины — соответственно 53,6 %.
Национальный состав
Согласно результатам переписи 2002 года, в национальной структуре населения татары составляли 98 % из 741 чел.